# Лукас Білья
Лукас Білья (ісп. Lucas Biglia, нар. 30 січня 1986, Мерседес) — колишній аргентинський футболіст, півзахисник. Грав за національну збірну Аргентини.

## Клубна кар'єра
Народився 30 січня 1986 року в місті Мерседес. Вихованець юнацьких команд футбольних клубів «Естудіантес» (Мерседес) та «Аргентинос Хуніорс».
У дорослому футболі дебютував 2003 року виступами за команду клубу «Аргентинос Хуніорс», в якій провів два сезони, взявши участь у 17 матчах чемпіонату.
Протягом 2005—2006 років захищав кольори команди клубу «Індепендьєнте» (Авельянеда).
Своєю грою за останню команду привернув увагу представників тренерського штабу бельгійського «Андерлехта», до складу якого приєднався 2006 року. Відіграв за команду з Андерлехта наступні сім сезонів своєї ігрової кар'єри. Більшість часу, проведеного у складі «Андерлехта», був основним гравцем команди. За цей час чотири рази виборював титул чемпіона Бельгії.
2013 року перебрався до Італії, ставши на умовах п'ятирічного контракту гравцем римського «Лаціо», якому трансфер аргентинця обійшовся у понад 8 мільйонів євро. Відразу став одним з основних півзахисників у складі «біло-блакитних», протягом наступних чотирьох років відіграв з них у 133 матчах, включаючи 109 ігор Серії A.
Влітку 2017 року аргентинець за суму, що оцінювалася у 17 мільйонів євро, перейшов до іншої італійської команди, «Мілана», з яким уклав трирічну угоду. В новій команді продовжував регулярно виходити на поле, провівши у своєму дебютному сезоні в Мілані 28 ігор чемпіонату Італії. Згодом ігровий час аргентинця у «россонері» скорочувався, і по завершенні контракту гравець залишив команду.
14 вересня 2020 року на правах вільного агента приєднався до турецького клубу «Фатіх Карагюмрюк», де провів два роки, а у сезоні 2022/23 грав за інший турецький клуб «Істанбул Башакшехір». Після одного сезону в клубі він покинув команду 1 липня 2023 року, а 2 лютого 2024 року оголосив про завершення кар'єри.

## Виступи за збірні
2003 року дебютував у складі юнацької збірної Аргентини, взяв участь у 3 іграх на юнацькому рівні, відзначившись одним забитими голами.
2005 року залучався до складу молодіжної збірної Аргентини. На молодіжному рівні зіграв у 6 офіційних матчах.
2011 року дебютував в офіційних матчах у складі національної збірної Аргентини. Наразі провів у формі головної команди країни 17 матчів.
У складі збірної був учасником домашнього розіграшу Кубка Америки 2011 року, на якому, утім, лише двічі виходив на поле та й то з лави запасних під завісу матчів.
А вже по ходу чемпіонату світу 2014 року став ключовим півзахисником аргентинців, взяв участь у всіх семи іграх команди на турнірі — у перших чотирьох з них виходив на заміну, а, починаючи зі стадії чвертьфіналів, став гравцем стартового складу збірної. Повністю провів на полі зокрема й фінальну гру мундіалю, в якій його збірна лише у додатковий час поступилася німцям, задовільнившись таким чином срібними нагородами турніру.
Згодом брав участь ще у двох Кубках Америки — у 2015 і 2016 роках, на обох турнірах аргентинці також сягнули фіналів, в яких обидва рази зазнали прикрих поразок від збірної Чилі у серіях післяматчевих пенальті після нульових нічиїх в основний і додатковий час. На першому турнірі Білья взяв участь у всіх іграх, а на другому почав виходити на поле вже на стадії плей-оф, на груповому етапі провівши лише половину однієї гри.
У травні 2018 року був включений до заявки збірної на свою другу світову першість — тогорічний чемпіонат світу в Росії, де виходив на поле в одній грі групового етапу. Після вильоту Аргентини від Франції в 1/8 фіналу турніру, Білья оголосив про завершення виступів за збірну, провівши загалом за неї 58 матчів і забивши один гол.
| Дата       | Місто                  | Господарі  | Результат               | Гості                | Турнір                            | Голи | Примітки |
| ---------- | ---------------------- | ---------- | ----------------------- | -------------------- | --------------------------------- | ---- | -------- |
| 09-02-2011 | Женева                 | Аргентина  | 2 – 1                   | Португалія           | товариський матч                  | -    | 79'      |
| 26-03-2011 | Іст-Резерфорд          | США        | 1 – 1                   | Аргентина            | товариський матч                  | -    | 75'      |
| 30-03-2011 | Сан-Хосе               | Коста-Рика | 0 – 0                   | Аргентина            | товариський матч                  | -    |          |
| 20-06-2011 | Буенос-Айрес           | Аргентина  | 4 – 0                   | Албанія              | товариський матч                  | -    | 46'      |
| 12-07-2011 | Кордова                | Аргентина  | 3 – 0                   | Коста-Рика           | Копа Америка 2011 - груповий етап | -    | 79', 90' |
| 16-07-2011 | Санта-Фе               | Аргентина  | 1 – 1 д.ч. (4 - 5 п.п.) | Уругвай              | Копа Америка 2011 - чвертьфінал   | -    | 97'      |
| 08-09-2012 | Кордова                | Аргентина  | 3 – 1                   | Парагвай             | Відбір до ЧС 2014                 | -    | 89'      |
| 07-06-2013 | Буенос-Айрес           | Аргентина  | 0 – 0                   | Колумбія             | Відбір до ЧС 2014                 | -    | 41'      |
| 11-06-2013 | Кіто                   | Еквадор    | 1 – 1                   | Аргентина            | Відбір до ЧС 2014                 | -    | 76'      |
| 15-06-2013 | Гватемала (місто)      | Гватемала  | 0 – 4                   | Аргентина            | товариський матч                  | -    | 46'      |
| 14-08-2013 | Рим                    | Італія     | 1 – 2                   | Аргентина            | товариський матч                  | -    |          |
| 11-09-2013 | Асунсьйон              | Парагвай   | 2 – 5                   | Аргентина            | Відбір до ЧС 2014                 | -    |          |
| 12-10-2013 | Буенос-Айрес           | Аргентина  | 3 – 1                   | Перу                 | Відбір до ЧС 2014                 | -    |          |
| 16-10-2013 | Монтевідео             | Уругвай    | 3 – 2                   | Аргентина            | Відбір до ЧС 2014                 | -    |          |
| 16-11-2013 | Іст-Резерфорд          | Еквадор    | 0 – 0                   | Аргентина            | товариський матч                  | -    | 69'      |
| 19-11-2013 | Сан-Луїс               | Аргентина  | 2 – 0                   | Боснія і Герцеговина | товариський матч                  | -    | 72'      |
| 05-03-2014 | Бухарест               | Румунія    | 0 – 0                   | Аргентина            | товариський матч                  | -    | 57'      |
| 4-6-2014   | Буенос-Айрес           | Аргентина  | 3 – 0                   | Тринідад і Тобаго    | товариський матч                  | -    | 46'      |
| 7-6-2014   | Ла-Плата (місто)       | Аргентина  | 2 – 0                   | Словенія             | товариський матч                  | -    | 14'      |
| 15-6-2014  | Ріо-де-Жанейро         | Аргентина  | 2 – 1                   | Боснія і Герцеговина | ЧС 2014 - 1-й етап                | -    | 87'      |
| 21-6-2014  | Белу-Оризонті          | Аргентина  | 1 – 0                   | Іран                 | ЧС 2014 - 1-й етап                | -    | 90+4'    |
| 25-6-2014  | Порту-Алегрі           | Нігерія    | 2 – 3                   | Аргентина            | ЧС 2014 - 1-й етап                | -    | 90+1'    |
| 1-7-2014   | Сан-Паулу              | Аргентина  | 1 – 0 д.ч.              | Швейцарія            | ЧС 2014 - 1/8 фіналу              | -    | 106'     |
| 5-7-2014   | Бразиліа               | Аргентина  | 1 – 0                   | Бельгія              | ЧС 2014 - чвертьфінал             | -    | 75'      |
| 9-7-2014   | Сан-Паулу              | Нідерланди | 0 – 0 д.ч. (2 - 4 п.п.) | Аргентина            | ЧС 2014 - півфінал                | -    |          |
| 13-7-2014  | Ріо-де-Жанейро         | Німеччина  | 1 – 0 д.ч.              | Аргентина            | ЧС 2014 - Фінал                   | -    |          |
| 3-9-2014   | Дюссельдорф            | Німеччина  | 2 – 4                   | Аргентина            | товариський матч                  | -    |          |
| 18-11-2014 | Манчестер              | Аргентина  | 0 – 1                   | Португалія           | товариський матч                  | -    |          |
| 31-3-2015  | Іст-Ратерфорд          | Аргентина  | 2 – 1                   | Еквадор              | товариський матч                  | -    |          |
| 13-6-2015  | Ла-Серена (Чилі)       | Аргентина  | 2 – 2                   | Парагвай             | Копа Америка 2015 - 1-й етап      | -    | 80'      |
| 16-6-2015  | Ла-Серена (Чилі)       | Аргентина  | 1 – 0                   | Уругвай              | Копа Америка 2015 - 1-й етап      | -    |          |
| 20-6-2015  | Вінья-дель-Мар         | Аргентина  | 1 – 0                   | Ямайка               | Копа Америка 2015 - 1-й етап      | -    |          |
| 26-6-2015  | Вінья-дель-Мар         | Аргентина  | 0 – 0 (5 – 4 п.п.)      | Колумбія             | Копа Америка 2015 - чвертьфінал   | -    |          |
| 30-6-2015  | Консепсьйон            | Аргентина  | 6 – 1                   | Парагвай             | Копа Америка 2015 - півфінал      | -    | 13'      |
| 4-7-2015   | Сантьяго               | Чилі       | 0 – 0 д.ч. (4 – 1 п.п.) | Аргентина            | Копа Америка 2015 - Фінал         | -    |          |
| 8-10-2015  | Буенос-Айрес           | Аргентина  | 0 – 2                   | Еквадор              | Відбір до ЧС 2018                 | -    |          |
| 13-11-2015 | Буенос-Айрес           | Аргентина  | 1 – 1                   | Бразилія             | Відбір до ЧС 2018                 | -    |          |
| 17-11-2015 | Барранкілья            | Колумбія   | 0 – 1                   | Аргентина            | Відбір до ЧС 2018                 | 1    |          |
| 24-3-2016  | Сантьяго               | Чилі       | 1 – 2                   | Аргентина            | Відбір до ЧС 2018                 | -    |          |
| 29-3-2016  | Кордова                | Аргентина  | 2 – 0                   | Болівія              | Відбір до ЧС 2018                 | -    |          |
| 27-5-2016  | Сан-Хуан               | Аргентина  | 1 – 0                   | Гондурас             | товариський матч                  | -    | 30'      |
| 15-6-2016  | Сіетл                  | Аргентина  | 3 – 0                   | Болівія              | Копа Америка 2016 - 1-й етап      | -    | 46'      |
| 19-6-2016  | Фоксборо (Массачусетс) | Аргентина  | 4 – 1                   | Венесуела            | Копа Америка 2016 - чвертьфінал   | -    | 80'      |
| 22-6-2016  | Х'юстон                | США        | 0 – 4                   | Аргентина            | Копа Америка 2016 - півфінал      | -    | 59'      |
| 27-6-2016  | Іст-Ратерфорд          | Аргентина  | 0 – 0 д.ч. (2 - 4 п.п.) | Чилі                 | Копа Америка 2016 - Фінал         | -    |          |
| 1-9-2016   | Мендоса                | Аргентина  | 1 – 0                   | Уругвай              | Відбір до ЧС 2018                 | -    |          |
| 6-9-2016   | Мерида                 | Венесуела  | 2 – 2                   | Аргентина            | Відбір до ЧС 2018                 | -    | 71'      |
| 10-11-2016 | Белу-Оризонті          | Бразилія   | 3 – 0                   | Аргентина            | Відбір до ЧС 2018                 | -    | 84'      |
| 15-11-2016 | Сан-Хуан               | Аргентина  | 3 – 0                   | Колумбія             | Відбір до ЧС 2018                 | -    |          |
| 24-3-2017  | Буенос-Айрес           | Аргентина  | 1 – 0                   | Чилі                 | Відбір до ЧС 2018                 | -    | 90+5'    |
| 9-6-2017   | Мельбурн               | Бразилія   | 0 – 1                   | Аргентина            | товариський матч                  | -    |          |
| 13-6-2017  | Сінгапур               | Сінгапур   | 0 – 6                   | Аргентина            | товариський матч                  | -    | 46'      |
| 1-9-2017   | Монтевідео             | Уругвай    | 0 – 0                   | Аргентина            | Відбір до ЧС 2018                 | -    |          |
| 6-10-2017  | Буенос-Айрес           | Аргентина  | 0 – 0                   | Перу                 | Відбір до ЧС 2018                 | -    | 14'      |
| 11-10-2017 | Кіто                   | Еквадор    | 1 – 3                   | Аргентина            | Відбір до ЧС 2018                 | -    | 61'      |
| 23-3-2018  | Манчестер              | Аргентина  | 2 – 0                   | Італія               | товариський матч                  | -    |          |
| 27-3-2018  | Мадрид                 | Іспанія    | 6 – 1                   | Аргентина            | товариський матч                  | -    |          |
| 16-6-2018  | Москва                 | Аргентина  | 1 – 1                   | Ісландія             | ЧС 2018 - 1-й етап                | -    | 54'      |
| Усього     |                        | Матчів     | 58                      |                      | Голів                             | 1    |          |

## Титули і досягнення
- Чемпіон Бельгії (4):

«Андерлехт»: 2006–07, 2009–10, 2011–12, 2012–13
- Володар Кубка Бельгії (1):

«Андерлехт»: 2007–08
- Володар Суперкубка Бельгії (4):

«Андерлехт»: 2006, 2007, 2010, 2012
- Чемпіон світу з футболу серед молодіжних команд (U-20) (1): 2005
- Чемпіон Південної Америки (U-17): 2003
- Віце-чемпіон світу: 2014
- Срібний призер Кубка Америки: 2015, 2016
- Переможець Суперкласіко де лас Амерікас: 2017